# جيمس إي. فيتزسيمونز
جيمس إي. فيتزسيمونز (بالإنجليزية: James E. Fitzsimmons)‏ هو مدرب خيول أمريكي، ولد في 23 يوليو 1874 في Sheepshead Bay, Brooklyn ‏ في الولايات المتحدة، وتوفي في 11 مارس 1966.

## وصلات خارجية
- جيمس إي. فيتزسيمونز على موقع الموسوعة البريطانية (الإنجليزية)